# Hans Meckel
Hans Friedrich Julius Otto Heinrich Meckel (* 15. Februar 1910 in Asberg (Moers); † 18. September 1995) war ein deutscher Marineoffizier, zuletzt Kapitän zur See der Bundesmarine, und u. a. Verteidiger von Otto Schniewind während des Prozesses gegen das ehemalige Oberkommando der Wehrmacht.

## Leben
Hans Meckel besuchte ein Gymnasium in Heidelberg. Er trat 1928 in die Reichsmarine ein und war als Fähnrich zur See (Beförderung am 1. Januar 1930) 1931 auf der Schleswig-Holstein. Am 1. September 1934 wurde er Oberleutnant zur See.
Mit der Indienststellung Anfang August 1935 wurde er Kommandant von U 3 und blieb dies bis Ende September 1937. In dieser Position wurde er zum Kapitänleutnant befördert. Von Oktober 1937 bis November 1939 war er Kommandant von U 19. Mit U 19 führte er lediglich eine Feindfahrt durch, wobei drei Schiffe mit 10.970 BRT versenkt wurden. Anschließend war er bis Mai 1944 als Vierter Admiralstabsoffizier im Stab des Befehlshaber der U-Boote. Bis Kriegsende war er Chef der neu eingerichteten Abteilung Ortungsdienst (5/Skl) im OKM. Am 1. Dezember 1944 wurde er Fregattenkapitän und wurde mit Kriegsende entlassen.
Nach dem Krieg war er bei den Nürnberger Prozessen Assistent des ehemaligen Flottenrichters Otto Kranzbühler, welcher den Großadmiral Karl Dönitz verteidigte. Hierfür reiste er z. B. nach London, um dort die nach dem Krieg dorthin verbrachten Teile der Dokumente der Kriegsmarine bzgl. entlastendem Material zu sichten. Später war er im Prozess gegen das ehemalige Oberkommando der Wehrmacht, einem der Nachfolgeprozesse der Nürnberger Prozesse gegen Verantwortliche des NS-Staates, auf Vorschlag von Kranzbühler, Verteidiger des ehemaligen Flottenchefs und Chefs des Marinegruppenkommandos Nord, Otto Schniewind. Der Prozess gegen Schniewind endete mit einem Freispruch.
Später trat Meckel in die Bundesmarine ein. Nachdem er als Kapitän zur See ab Juli 1959 Leiter des Referats Fernmelde- und Ortungsdienstes gewesen war, wurde er im Dezember 1961 Leiter der Unterabteilung V Schiffe und Waffen im Führungsstab der Marine. Meckel war als Kapitän zur See (Besoldungsgruppe A 16) Angehöriger des Bundesnachrichtendienstes.
Nach seinem Ausscheiden aus der Bundesmarine wurde er Technischer Berater der Marinetechnik Planungsgesellschaft (MTG).
Am 10. September 1968 wurde er mit dem Bundesverdienstkreuz 1. Klasse ausgezeichnet.

## Schriften (Auswahl)
- gemeinsam mit Jürgen Rohwer: Kommentierung von Zehn Jahre und zwanzig Tage (Biografie von Dönitz).
- gemeinsam mit Wolfgang Frank: Was war nun wirklich mit Prien? Dokumente, Augenzeugenberichte und amtliche Unterlagen aus deutschen und britischen Quellen zusammengestellt. Hamburg 1950.